# Донецькгеологія
Донецьке державне регіональне геологічне підприємство «Донецькгеологія» («ДонецькДРГП „Донецькгеологія“») — регіональний представник Державної геологічної служби Міністерства екології та природних ресурсів України у Донецькій та прилеглих до неї районах Харківської і Дніпропетровської областей. Місце розташування — м. Бахмут Донецької області.

## Історія
Під назвою трест «Донбасвуглерозвідка» засноване у лютому 1930 р. у складі об'єднання «Вугілля» з метою проведення геологорозвідувальних робіт під будівництво вугільних шахт. У подальшому, з розширенням кола геологічних завдань по вивченню надр Донбасу, підприємство кілька разів змінювало свою назву: трест «Артемвуглегеологія» — трест «Артемгеологія» — ВО (ДГП) «Донбасгеологія» — і нарешті з 1998 р. отримало сучасну назву в частині державної геологічної служби Донбасу.

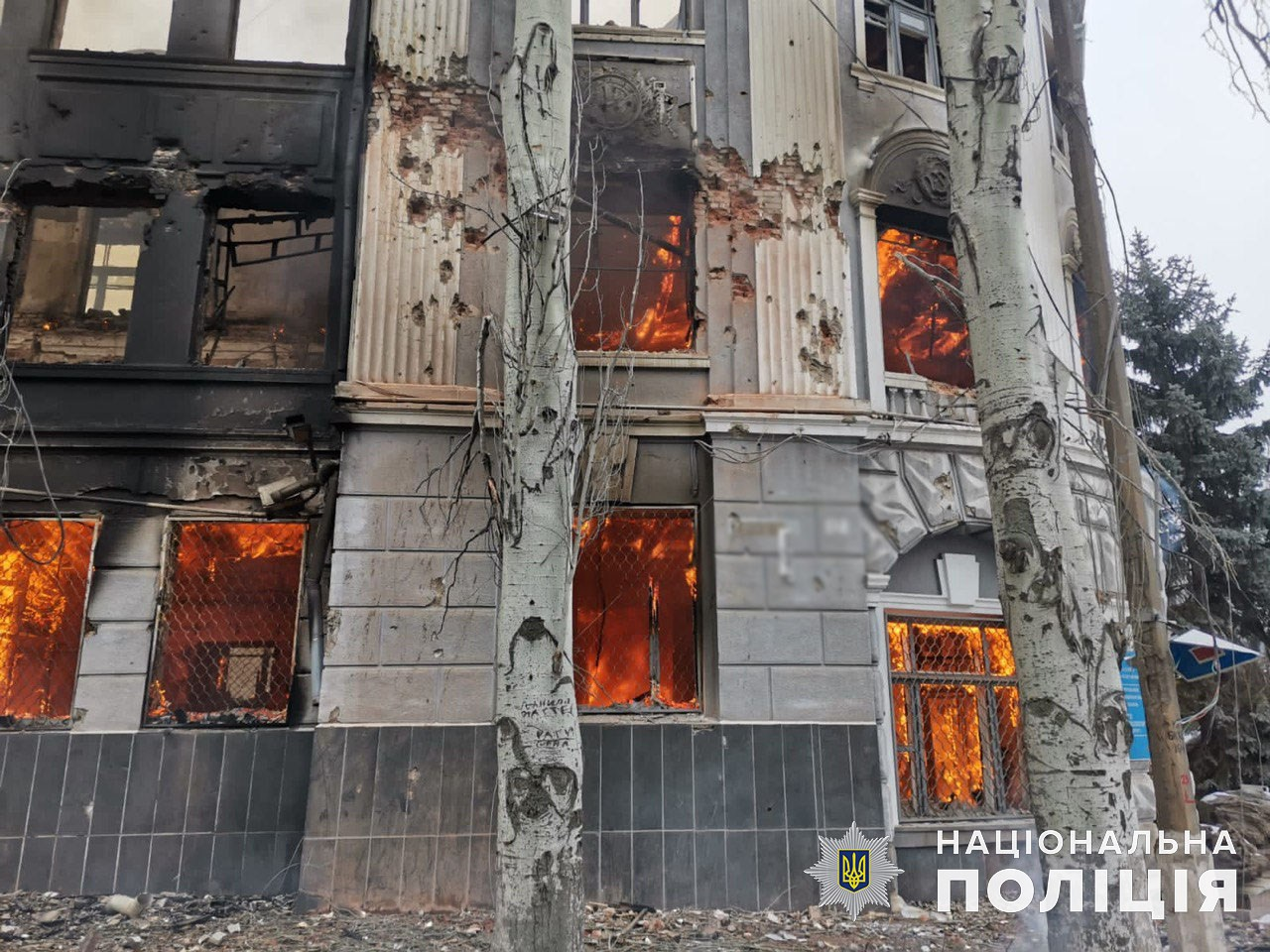
Після російського обстрілу

3 лютого 2023 року будівля «Донецькгеології» була знищена російським обстрілом у ході битви за Бахмут.

## Доробок «Донецькгеології»
В Донецькій області у межах Західного та Північно-Західного Донбасу розвідано понад 1000 родовищ 60 видів корисних копалин. Ще майже 600 перспективних площ, ділянок та проявів потребують подальшего геологічного вивчення та оцінки.
Створена надійна мінерально-сировинна база для діючих в області базових галузей промисловості: паливо-енергетичної (вугілля, метан), металургійної (флюсова та формувальна сировина, вогнетривкі та важкотопні глини), хімічної (кам'яна сіль, крейда), будівельної (мергель, гіпс, керамічні глини, будівельні та скляні піски, природне каміння), парцеляно-фаянсової (глини, каолін, пегматити) та ін. У перспективі — створення сировинної бази для видобутку та виробництва: рідкісних та рідкісноземельних (цирконій, ніобій, тантал, ітрій, церій та ін.), кольорових (мідь, свинець, цинк) та чорних (залізо) металів, графіту, вермікуліту, фосфоритів, калійної солі, плавикового шпату, бентоніту, кварциту, магнезіальних вогнетривів тощо.

## Сучасна діяльність
ДРГП «Донецькгеологія» самостійно виконує весь комплекс геологорозвідувальних робіт — від геологічного та гідрогеологічного картування площ до розвідки окремих родовищ і передачі їх у промислове освоєння, а також будь-які послуги геолого-інформаційного та аналітичного напрямків, пов'язаних з геологічним вивченням надр або їх використуванням, веденням балансу запасів корисних копалин, вивченням режиму підземних вод та небезпечних геологічних процесів. На підприємстві працює більше 300 геологів, гідрогеологів, лаборантів, бурильників та ін. фахівців; воно має необхідні технічні засоби буріння свердловин, потужну лабораторну базу, комп'ютерне забезпечення, великий геолого-інформаційний фонд. Крім м. Артемівська окремі підрозділи та представництва ДРГП «Донецькгеологія» розташовані у містах Маріуполі, Волновасі, Макіївці, Горлівці, Красногорівці, Торезі та у м. Павлограді (Дніпропетровська область).